# Rhys Gillett
Pour les articles homonymes, voir Gillett.
Rhys Gillett, né le 7 août 1990, est un coureur cycliste australien.

## Biographie
En 2009, Rhys Gillett remporte une étape du Tour des Grampians Sud, course de niveau national. En 2012, il s'adjuge le classement des sprints au championnat d'Australie sur route espoirs. Il signe ensuite avec un club amateur italien : l'US Fracor, sans succès. De retour sur le circuit australien en 2013, il s'impose sur la cinquième étape du Tour de Tasmanie, devant deux coureurs de la formation Drapac.
En 2014, il participe à ses premiers championnats d'Australie chez les élites. Sur la course en ligne remportée par Simon Gerrans, il remporte le classement de la montagne, après avoir figuré parmi une échappée. Alors qu'il espère participer au Tour Down Under avec la sélection nationale australienne, il n'est retenu dans la sélection finale.  Il se rabat alors sur le Herald Sun Tour, autre compétition professionnelle australienne, qu'il conclut à la 18e place. Au mois de septembre, il se classe cinquième du Tour du Gippsland, manche du National Road Series.
Au début de la saison 2016, Gillett se montre à son avantage dans le contre-la-montre en terminant quatrième du championnat d'Océanie et huitième du championnat d'Australie. En avril, il s'impose sur la Baw Baw Classic.

## Palmarès
- 2009
  - 3e étape du Tour des Grampians Sud
- 2013
  - 5e étape du Tour de Tasmanie
- 2016
  - Baw Baw Classic

## Classements mondiaux
| Année            | 2015 | 2016 |
| ---------------- | ---- | ---- |
| UCI Oceania Tour | 52e  | 40e  |